# Kanton Cloyes-sur-le-Loir
Cloyes-sur-le-Loir is een voormalig kanton van het Franse departement Eure-et-Loir. Het kanton maakte deel uit van het arrondissement Châteaudun. Het werd opgeheven bij decreet van 24 februari 2014, met uitwerking op 22 maart 2015. Alle gemeenten werden toegevoegd aan het kanton Brou.

## Gemeenten
Het kanton Cloyes-sur-le-Loir omvatte de volgende gemeenten:
- Arrou
- Autheuil
- Boisgasson
- Charray
- Châtillon-en-Dunois
- Cloyes-sur-le-Loir (hoofdplaats)
- Courtalain
- Douy
- La Ferté-Villeneuil
- Langey
- Le Mée
- Montigny-le-Gannelon
- Romilly-sur-Aigre
- Saint-Hilaire-sur-Yerre
- Saint-Pellerin